# العلاقات التوغوية اليمنية
العلاقات اليمنية التوغولية هي العلاقات الثنائية التي تجمع بين اليمن وتوغو.

## مقارنة بين البلدين
هذه مقارنة عامة ومرجعية للدولتين:
| وجه المقارنة                                              | اليمن                   | توغو            |
| --------------------------------------------------------- | ----------------------- | --------------- |
| المساحة (كم2)                                             | 555.00 ألف              | 56.78 ألف       |
| عدد السكان (نسمة)                                         | 28.25 مليون             | 7.80 مليون      |
| الكثافة السكانية (ن./كم²)                                 | 50.9                    | 137.37          |
| العاصمة                                                   | صنعاء عدن (عاصمة مؤقتة) | لومي            |
| اللغة الرسمية                                             | اللغة العربية           | لغة فرنسية      |
| العملة                                                    | ريال يمني               | فرنك غرب أفريقي |
| الناتج المحلي الإجمالي (بليون دولار)                      | 18.21 مليار             | 4.81 مليار      |
| الناتج المحلي الإجمالي (تعادل القوة الشرائية) بليون دولار | 75.69 مليار             | 10.67 مليار     |
| الناتج المحلي الإجمالي الاسمي للفرد دولار أمريكي          | 1.41 ألف                | 559             |
| الناتج المحلي الإجمالي للفرد دولار أمريكي                 |                         | 1.43 ألف        |
| مؤشر التنمية البشرية                                      | 0.498                   | 0.484           |
| رمز المكالمات الدولي                                      | +967                    | +228            |
| رمز الإنترنت                                              | .ye                     | .tg             |
| المنطقة الزمنية                                           | ت ع م+03:00             | 00              |

## منظمات دولية مشتركة
يشترك البلدان في عضوية مجموعة من المنظمات الدولية، منها:
| علم المنظمة | اسم المنظمة                                                | تاريخ انضمام اليمن | تاريخ انضمام توغو |
| ----------- | ---------------------------------------------------------- | ------------------ | ----------------- |
|             | يونسكو                                                     | 2 أبريل 1962       | 17 نوفمبر 1960    |
|             | مؤسسة التمويل الدولية                                      | 22 مايو 1970       | 4 سبتمبر 1962     |
|             | المركز الدولي لتسوية المنازعات الاستشارية                  | 20 نوفمبر 2004     | 10 سبتمبر 1967    |
|             | منظمة التعاون الإسلامي                                     | ?                  | ?                 |
|             | منظمة حظر الأسلحة الكيميائية                               | ?                  | ?                 |
|             | مؤسسة التنمية الدولية                                      | 22 مايو 1970       | 21 أغسطس 1962     |
|             | وكالة ضمان الاستثمار متعدد الأطراف                         | 12 مارس 1996       | 15 أبريل 1988     |
|             | الاتحاد البريدي العالمي                                    | ?                  | ?                 |
|             | الاتحاد الدولي للاتصالات                                   | 1931               | 14 سبتمبر 1961    |
|             | منظمة الشرطة الجنائية الدولية                              | ?                  | ?                 |
|             | الأمم المتحدة                                              | 30 سبتمبر 1947     | 20 سبتمبر 1960    |
|             | البنك الدولي للإنشاء والتعمير                              | 3 أكتوبر 1969      | 1 أغسطس 1962      |
|             | العملية المشتركة للاتحاد الأفريقي والأمم المتحدة في دارفور | ?                  | ?                 |